# Paul Gilroy
Paul Gilroy (Londra, 16 febbraio 1956) è uno storico e sociologo britannico.

## Biografia
Paul Gilroy è nato a Londra nel 1956, figlio della scrittrice guineana Beryl Agatha Answick e dello scienziato britannico Patrick Gilroy. Ha studiato all'Università del Sussex e, dopo la prima laurea nel 1978, ha ottenuto il dottorato di ricerca nel 1986 presso l'Università di Birmingham.
Nel corso degli anni Gilroy si è affermato come uno dei maggiori esperti di studi culturali nel Regno Unito, specializzandosi soprattutto sulla diaspora africana. Nel corso della sua carriera, Gilroy ha insegnato in numerose università, tra cui la London South Bank University, l'Università dell'Essex, la Goldsmiths, University of London, Yale, la London School of Economics, il King's College di Londra e l'University College London. 
La sua opera più nota, The Black Atlantic (1993), è stata tradotta in diverse lingue e premiata con l'American Book Awards nel 1994. Nel 2014 è stato eletto membro della British Academy; per la sua prolifica attività accademica e i suoi studi di natura sociologica, antropologica e letteraria sulla cultura africana e la storia del razzismo ha vinto il Premio Holberg nel 2019.
È sposato con l'accademica Vron Ware, con cui ha avuto due figli.

## Opere (parziale)
- The Black Atlantic: Modernity and Double Consciousness, Londra, Verso Books, 1993. ISBN 978-0860916758

The Black Atlantic. L'identità nera tra modernità e doppia coscienza, Milano, Booklet Milano, 2003. ISBN 978-8869160929